# Patrik Nordgaard
Patrik Nordgaard, född 18 mars 1980, är en svensk före detta bandyspelare som bland annat har spelat i tre SM-finaler och vunnit SM-guld 2010 med Hammarby IF. Efter SM-gulden 2010 avslutade Nordgaard sin bandykarriär.